# 斎藤十一郎

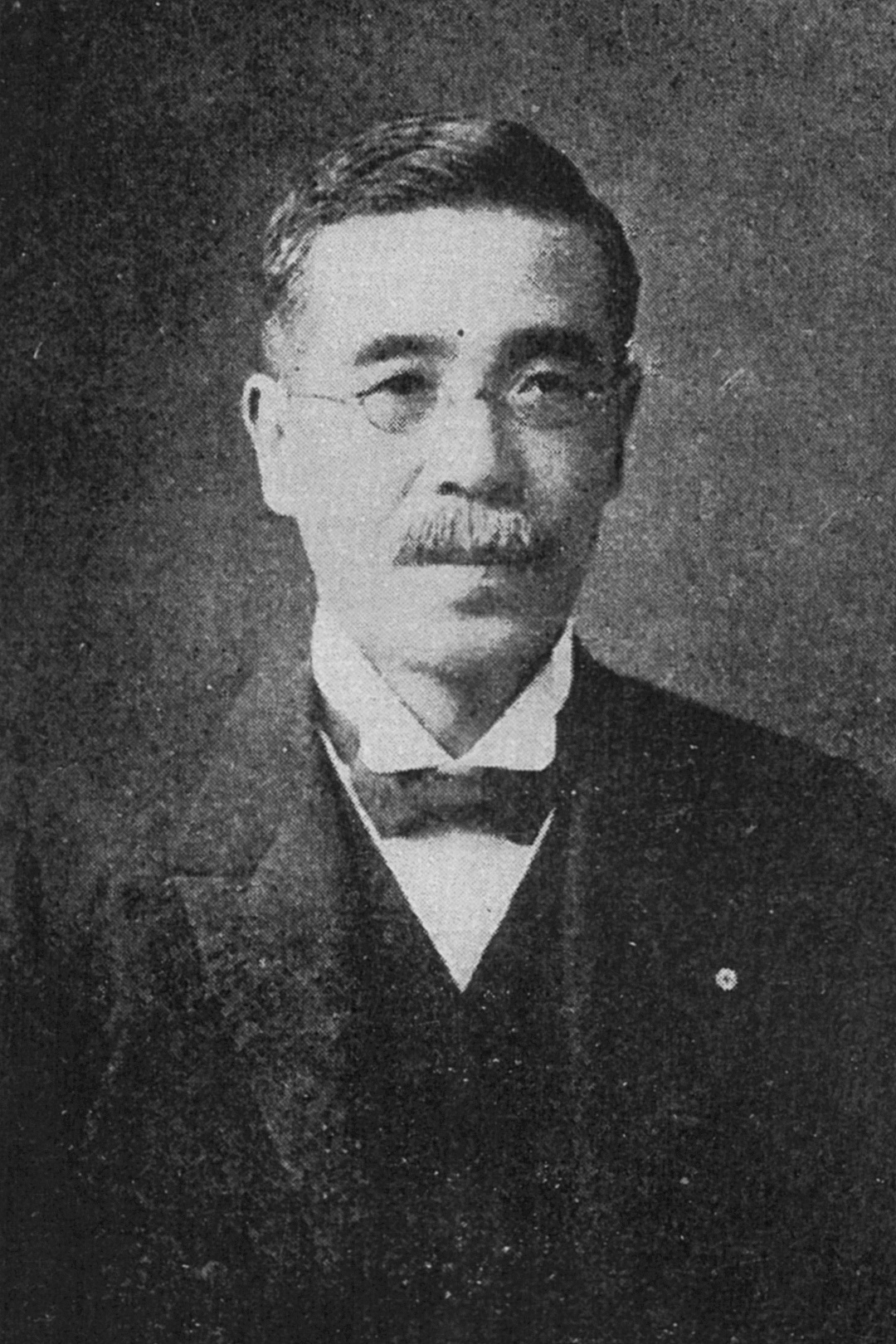
斎藤十一郎

斎藤 十一郎（さいとう じゅういちろう、1867年9月7日〈慶應3年8月10日〉 - 1920年〈大正9年〉6月11日）は、明治から大正時代の司法官僚。法学者。

## 経歴
出羽国村山郡（現山形県）出身。斎藤太の次男として生まれ、1876年（明治9年）10月、分家し一家を創立する。1891年（明治24年）帝国大学法科大学を卒業し、1893年（明治26年）検事、同年判事となり、東京地方裁判所、横浜地方裁判所各部長、東京控訴院判事を歴任した。1899年（明治32年）欧州出張を経て、翌年東京控訴院部長に任じ、1902年（明治35年）司法省参事官兼大審院検事となり、1913年（大正2年）大阪控訴院長となり関西大学長を兼ねた。学習院大学や東京高等商業学校などでも講義をもった。1908年（明治41年）に公布された公証人制度を創案した。

## 著作
- 述『民事訴訟法』和仏法律学校、1903年。
- 述『民事訴訟法』早稲田大学出版部、1904年。
- 述『民事訴訟法』中央大学、1907年。
- 閲『改正公証人法論』明治大学出版部、1909年。
- 閲『公証事務要覧』高橋一郎、1911年。

## 親族
- 長男 斎藤直一（司法官僚）[4]